# Авіаційне крило Збройних сил Мальти
Авіакрило Збройних сил Мальти (мальт. L-Iskwadra tal-Ajru tal-FAM, англ. Air Wing of the Armed Forces of Malta) відповідає за безпеку повітряного простору Мальти, здійснює морське патрулювання, пошуково-рятувальні роботи, медичну евакуацію, VIP-перевезення та надає військову допомогу іншим урядовим департаментам Мальти. Базується в терміналі збройних сил у міжнародному аеропорті Мальти. Воно виконує головним чином допоміжні функції для сухопутних сил (транспортування військ, вогнева підтримка, охорона і супровід) та морської ескадри (морське спостереження та контроль кордонів) і ніколи не використовувало бойові літаки. Нинішнім командиром авіакрила є лейтенант-полковник Ніколас Греч.

## Історія
Мальтійські військово-повітряні сили були засновані в 1973 році як вертолітна ланка Збройних сил з чотирьох гелікоптерів, отриманих від ФРН. З 1980 по 1988 роки вона перебувала у підпорядкуванні групи швидкого реагування.
У 1992 році до вертолітної ланки було додано перші літаки (п'ять Cessna O-1 Bird Dog), внаслідок чого вона була реорганізована як  ескадрилья і передана під командування 2-го полку.
З реформуванням 2006 року підрозділ було піднято до рівня окремого авіакрила.
13 грудня 2013 року Авіакрило було нагороджено медаллю «За заслуги перед Республікою» на знак визнання його видатних заслуг у справах безпеки на морі, допомоги людям у скрутному становищі та добробуту мальтійців.

## Структура
Основними підрозділами Авіакрила є:
- Штаб крила:відповідає за командування, контроль і координацію підрозділів Авіакрила, забезпечуючи його високий рівень готовності для реагування на різні оперативні потреби як на місцевому рівні, так і в разі передислокації за кордон.
- Штабна ескадрилья: надає матеріально-технічну та сервісну підтримку іншим підрозділам Авіакрила. Вона відповідає за управління транспортом, матеріально-технічне забезпечення та адміністрування людських ресурсів. Спеціальний «підрозділ інтегрованої логістики» у складі штабної ескадрильї відповідає за технічне обслуговування та закупівлю запасних частин для літака.
- Оперативна ескадрилья: оперативна частина Авіакрила, структурована на чотири менші підрозділи:
  - Ланка літаків, основними завданнями якої є морське патрулювання, боротьба з нелегальною імміграцією, контроль за рибальством.
  - Ланка гелікоптерів: керує всією діяльністю вертольотів, включаючи пошуково-рятувальну службу та службу медичної евакуації до двох головних лікарень архіпелагу.
  - Пошуково-рятувальна ланка — невеликий підрозділ, що спеціалізується на рятуванні як на морі, так і на суші. Кожен рятувальник має кваліфікацію з надання першої медичної допомоги та рятування на воді, до яких додаються певні спеціалізації.
  - Ланка підтримки — найбільший підрозділ; відповідає за технічне обслуговування і обладнання повітряного транспорту на землі, аварійне пожежогасіння, заправку паливом тощо.

## Повітряна техніка
Нижче наведено список літаків і гелікоптерів, що експлуатуються Авіакрилом Збройних сил Мальти. З моменту свого заснування Авіакрило ніколи не використовувало реактивну або бойову авіацію. Загалом у складі крила є 4 літаки та 6 вертольотів.

### На озброєнні
| Повітряне судно                  | Країна походження | Тип                                  | Версія   | Кількість (на 2023) | Примітка | Зображення |
| Морські патрульні літаки         |                   |                                      |          |                     | |            |
| Britten-Norman BN-2 Islander     | Велика Британія   | патрульний                           | BN-2B-26 | 1                   | Перший BN-2B-26 Islander був придбаний на цивільному ринку у грудні 1995 року і тоді ж поставлений на озброєння, а пізніше модифікований зі збільшенням носової частини для розміщення пошукового радара. Другий екземпляр, BN-2T, придбаний наприкінці 1997 року, модифікований до стандарту BN-2B-26 і поставлений на озброєння в 1998 році. На другому літаку радар не встановлено. |            |
| Beechcraft B200 King Air         | США               | патрульний                           | B200     | 3                   | Літаки обладнані оглядовим радаром RDR-1700B Telephonics Corporation. Перший літак надійшов на озброєння в лютому 2011 року, другий — у березні 2012 року. |            |
| Гелікоптери                      |                   |                                      |          |                     | |            |
| Sud-Aviation SA 316 Alouette III | Франція           | багатоцільовий, пошуково-рятувальний | SA 316B  | 3                   | Три гелікоптери, залишені лівійською військовою місією на Мальті у 1980 (два раніше належали лівійській поліції, один — ВПС Лівії). У 1991 відреставровані у Тулоні та поставлені на озброєння. |            |
| AgustaWestland AW139             | Італія            | пошуково-рятувальний                 | AW139    | 3                   | Два AW139 замовлені в 2012 році та поставлені на озброєння між 2014 і 2015 роками; третій, замовлений у 2015 році та поставлений у січні 2017 року. |            |
| БпЛА                             |                   |                                      |          |                     | |            |
| IAI Heron                        | Ізраїль           | розвідувальний дрон                  | SA 316B  | 1                   | |            |

### Зняті з озброєння
| Повітряне судно      | Країна походження | Тип                                 | Версія    | Кількість (на 2023) | Примітка                                                                                         | Зображення |
| Патрульні літаки:    |                   |                                     |           |                     |                                                                                                  |            |
| BAe Bulldog          | Велика Британія   | тренувальний / патрульний           | Model 121 | 5                   |                                                                                                  |            |
| CASA C-212           | Іспанія           | пошуково-рятувальний / патрульний   |           | 1                   | Тримісячна оренда літаків люксембурзької авіакомпанії CAE Aviation у 2009.                       |            |
| Розвідувальний літак |                   |                                     |           |                     |                                                                                                  |            |
| Cessna 0-1           | США               | літак спостереження                 | 0-1E      | 5                   | Перебували на озброєнні у 1992—2000.                                                             |            |
| Гелікоптери          |                   |                                     |           |                     |                                                                                                  |            |
| Agusta-Bell 47       | Італія            | патрульний                          | 47G2/G    | 3                   | Передані Бундесвером. Перебували на озброєнні у 1972—2002.                                       |            |
| Agusta-Bell 206      | Італія            | багатоцільовий/пошуково-рятувальний | 206A      | 1                   | Отриманий від Лівії. Перебував на озброєнні у 1973—1997.                                         |            |
| MD 500               | Італія            | багатоцільовий/пошуково-рятувальний | NH-500M   | 2                   | Виготовлені за ліцензією італійською компанією Breda Nardi. Перебували на озброєнні у 1992—2004. |            |